# Éparchie de Simbirsk
L'éparchie de Simbirsk (Симбирская епархия) est une éparchie (diocèse dans le monde orthodoxe) de l'Église orthodoxe russe, regroupant les paroisses et les monastères de la partie moyenne de l'oblast d'Oulianovsk en Russie. Elle s'étend dans les limites des villes de Novooulianovsk et Oulianovsk, ainsi que dans les raïons (arrondissements) de Karsoun, de Kouzovatovo, de Maïna, de Novospasskoïe, de Novooulianovsk, d'Oulianovsk, de Sourskoïe, de Tsilinsk et de Vechkaïma. Elle dépend du siège métropolitain de Simbirsk, comme l'éparchie de Barych et l'éparchie de Melekess.

## Histoire
Avant 1799, le clergé de Simbirsk se trouvait sous l'autorité du métropolite de Kazan et de Sviajsk.
Le nombre d'églises et de paroisses augmentant au fil des années dans le gouvernement de Simbirsk, la question d'ériger une nouvelle éparchie est soulevée en 1784, 1829 et 1830. Le gouvernement de Simbirsk comprend en 1832 un nombre de 603 églises et la nouvelle éparchie de Simbirsk est finalement érigée le 10 février 1832, avec à sa tête l'évêque Anatole (Maximovitch), venu du siège archiépiscopal de Minsk, prenant le titre d'« évêque de Simbirsk et de Syzran ».
À la fin des années 1920, avant la Grande Terreur de 1937-1938, la majorité (jusqu'à 60%) des paroisses de l'éparchie d'Oulianovsk (jusqu'en 1924 : Simbirsk), est soumise à la juridiction du schisme du conseil ecclésial provisoire. Il y a aussi des paroisses soumises au patriarcat de Moscou et d'autres soumises au schisme rénovationniste, dirigées par leurs évêques respectifs. L'éparchie d'Oulianovsk voit dans la seule année 1937, six évêques, 126 prêtres, 30 moines ou moniales et 60 laïcs être fusillés sous l'inculpation d'appartenir à une « organisation contre-révolutionnaire insurgée fasciste et/ou monarchiste ». Sous d'autres accusations concernant des affaires ecclésiales, plus de quatre cents personnes sont envoyées au goulag en seulement deux jours, le 17 et le 18 février 1938, et plus d'une centaine sont fusillées dans les caves du bureau du NKVD de la ville d'Oulianovsk.
Au début de la Grande Guerre patriotique, des clercs du patriarcat de Moscou et les chefs des rénovationistes, sont évacués de Moscou à Oulianovsk, par décision du gouvernement, et arrivent dans la nuit du 18 au 19 octobre 1941. L'ancienne église catholique de la ville est attribuée aux clercs du patriarcat de Moscou et les rénovationistes reçoivent l'église de l'Icône-de-la Mère-de-Dieu « du Buisson ardent ». L'ancienne église catholique est installée pour accueillir le culte orthodoxe (mobilier, iconostases, etc.) et consacrée à Notre-Dame de Kazan. Le métropolite Serge y demeure jusqu'à la fin de l'été 1943. En juillet 1943, avant de retourner à Moscou, un synode se réunit dans l'ancienne église Saint-Élie à l'issue duquel le métropolite Serge est recommandé à l'élection au siège patriarcal de Moscou et de Toutes les Russies. Après le retour de Serge à Moscou, l'église Notre-Dame-de-Kazan devient la cathédrale diocésaine de l'éparchie d'Oulianovsk. Mais elle ferme en 1959 à l'époque du regain de la répression contre l'Église orthodoxe pendant la période khrouchtchévienne et elle est bientôt démolie.

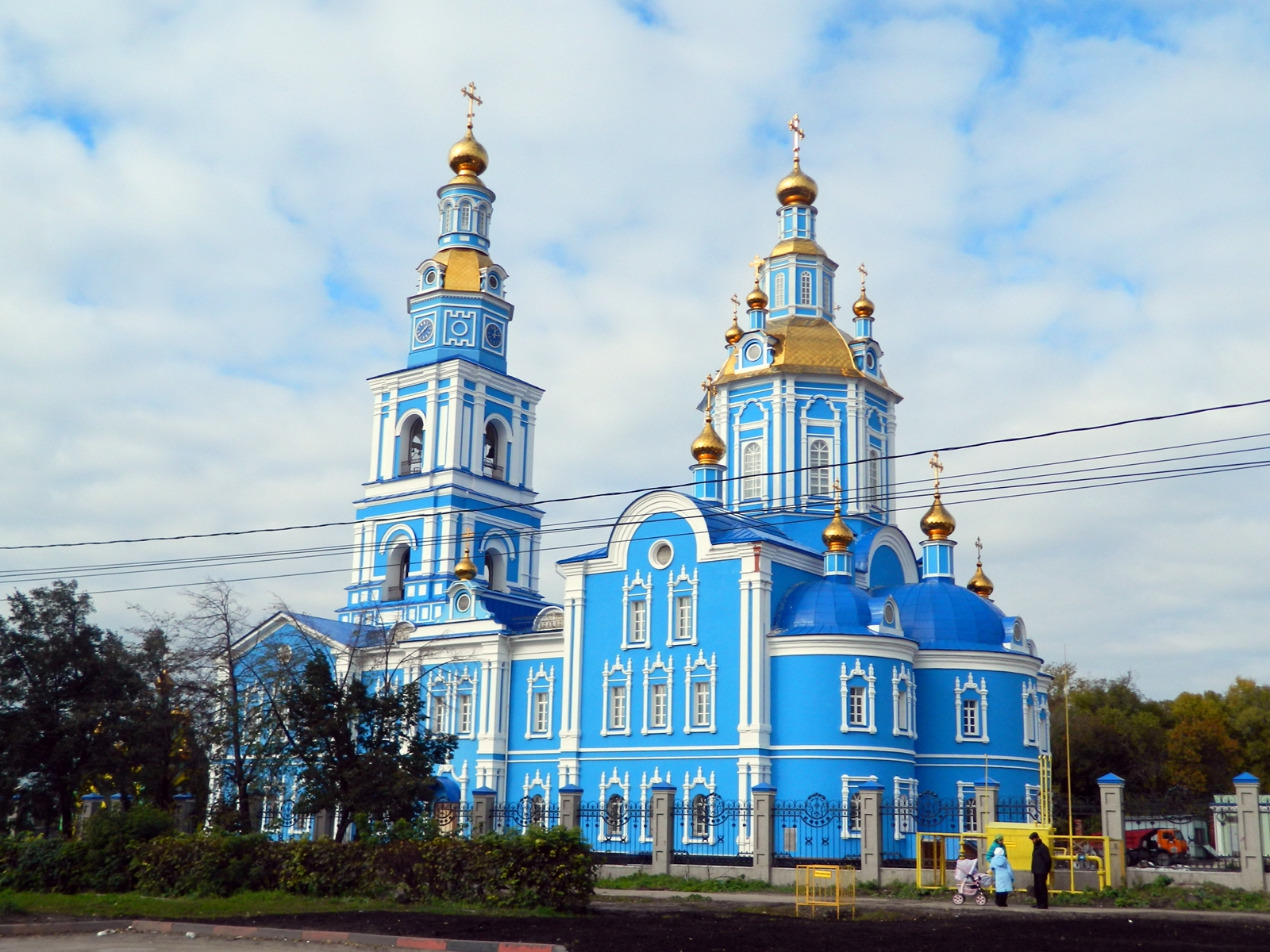
Cathédrale de l'Ascension d'Oulianovsk.

Entre 1959 et 1988, l'éparchie est provisoirement administrée par les archevêques de l'éparchie de Samara (Kouïbychev à l'époque). Après les célébrations du millénaire du baptême de la Russie, puis la dislocation de l'URSS, les relations entre les religions et l'État se normalisent. L'on commence à construire en 1997 une nouvelle cathédrale diocésaine, placée sous le vocable de l'Ascension du Sauveur. Cependant, la crise économique de 1998-1999 stoppe les travaux et les travaux de fonds ne redémarrent qu'en 2006. La fin des travaux est prévue pour septembre 2012, puis repoussée en mai 2014. La cathédrale est consacrée par le patriarche de Moscou et de Toutes les Russies, Cyrille, le 21 mai 2015, au cours de sa visite pastorale à Oulianovsk.
Le 17 juillet 2001, le Saint-Synode de l'Église orthodoxe russe rend le nom historique de Simbirsk à l'éparchie, le titre de l'archevêque étant « de Simbirsk et de Melekess ». Ce sont les anciens noms des villes d'Oulianovsk et de Dimitrovgrad.
Le 26 juillet le Saint-Synode érige la nouvelle éparchie de Barych et celle de Melekess qui deviennent suffragantes avec l'éparchie de Simbirsk du siège métropolitain de Simbirsk.

### Titres des archevêques
- de Simbirsk et de Syzran (1832-1923)
- d'Oulianovsk (1923-1944)
- d'Oulianovsk et de Melekess (1944-2001)
- de Simbirsk et de Melekess (2001-2012)
- de Simbirsk et de Novospasskoïe (depuis 2012)

## Ordinaires
- Anatole (Maximovitch) (10 février 1832 - 7 août 1842)
- Théodose (Ozerov) (7 août 1842 - 20 août 1858)
- Eugène (Sakharov-Platonov) (13 octobre 1858 - 7 décembre 1874)
- Théoctiste (Popov) (7 décembre 1874 - 28 septembre 1882)
- Barsanuphe (Okhotine) (28 septembre 1882 - 13 août 1895)
- Nicandre (Moltchanov) (23 août 1895 - 23 avril 1904)
- Gouri (Bourtassovski) (23 avril 1904 - 5 janvier 1907)
- Jacob (Piatnitski) (25 janvier 1907 - 10 décembre 1910)
- Benjamin (Mouratovski) (31 décembre 1910 - 13 juillet 1920)
- Alexandre (Trapitsyne) (13 juillet 1920 - printemps 1923)
- Vissarion (Zorine) (septembre 1923 - 26 janvier 1926)
- Germain (Kokel) (janvier - 1er mars 1926) par intérim, évêque d'Ibressa
- Vissarion (Zorine) (1er mars - 9 avril 1926; mai 1926 - 16 février 1927)
- Alexandre (Trapitsyne) (26 juillet 1927 - octobre 1927)
- Joachim (Blagovidov) (octobre 1927 - 18 octobre 1930)
- Mitrophane (Griniov) (29 octobre 1930 - 1932)
- Étienne (Znamirovski) (16 juin - 5 octobre 1933)
- Séraphin (Zborovski) (1er novembre 1932 - 29 juin 1934) par intérim, évêque de Melekess
- Arcadius (Erchov) (30 septembre - 22 octobre 1935) par intérim, évêque de Melekess
- Vladimir (Gorkovski) (22 octobre 1935 - 18 janvier 1938)
  - 1937-1941 - siège vacant
- Jean (Sokolov) (octobre 1941 - 1er août 1942)
- Grégoire (Tchoukov) (22 septembre - 11 octobre 1942)
- Barthélémy (Gorodtsov) (17 octobre 1942 - 27 juillet 1943)
- Dimitri (Gradoussov) (6 septembre 1943 - 26 mai 1944)
- Hilaire (Iline) (26 mai 1944 - 28 décembre 1945)
- Sophrone (Ivantsov) (7 février 1946 - 4 août 1947)
- Séraphin (Charapov) (30 octobre 1947 - 15 novembre 1952)
- Païsios (Obraztsov) (15 novembre 1952 - 28 janvier 1953)
- Jean (Bratolioubov) (4 juin 1953 - 21 mai 1959)
- Mitrophane (Goutovski) (21 mai 1959 - 12 septembre 1959) par intérim, évêque de Kouïbychev
- Pallade (Cherstennikov) (12 septembre 1959 - 22 mars 1960) par intérim, archevêque de Saratov
- Manuel (Lemechevski) (22 mars 1960 - 25 novembre 1965) par intérim, métropolite de Kouïbychev
- Jean (Snytchiov) 12 décembre 1965 - 13 septembre 1989) par intérim, archevêque de Kouïbychev
- Proclos (Khazov) (13 septembre 1989 - 23 mars 2014)
- Zinovi (Korzinkine) (24 mars 2014 - 30 mai 2014) par intérim, métropolite de Saransk
- Théophane (Achourkov) (30 mai 2014 - 13 juillet 2015)
- Anastase (Metkine) (13 juillet 2015 - 30 août 2019)
- Joseph (Balabanov) (30 août 2019 - 25 août 2020)
- Longin (Kortchaguine) (depuis le 25 août 2020)

## Vicariats
- d'Alatyr (aujourd'hui éparchie)
- d'Ardatov (aujourd'hui éparchie)
- d'Ibressa (supprimé)
- de Melekess (aujourd'hui éparchie)
- de Syzran (aujourd'hui éparchie)

## Doyennés

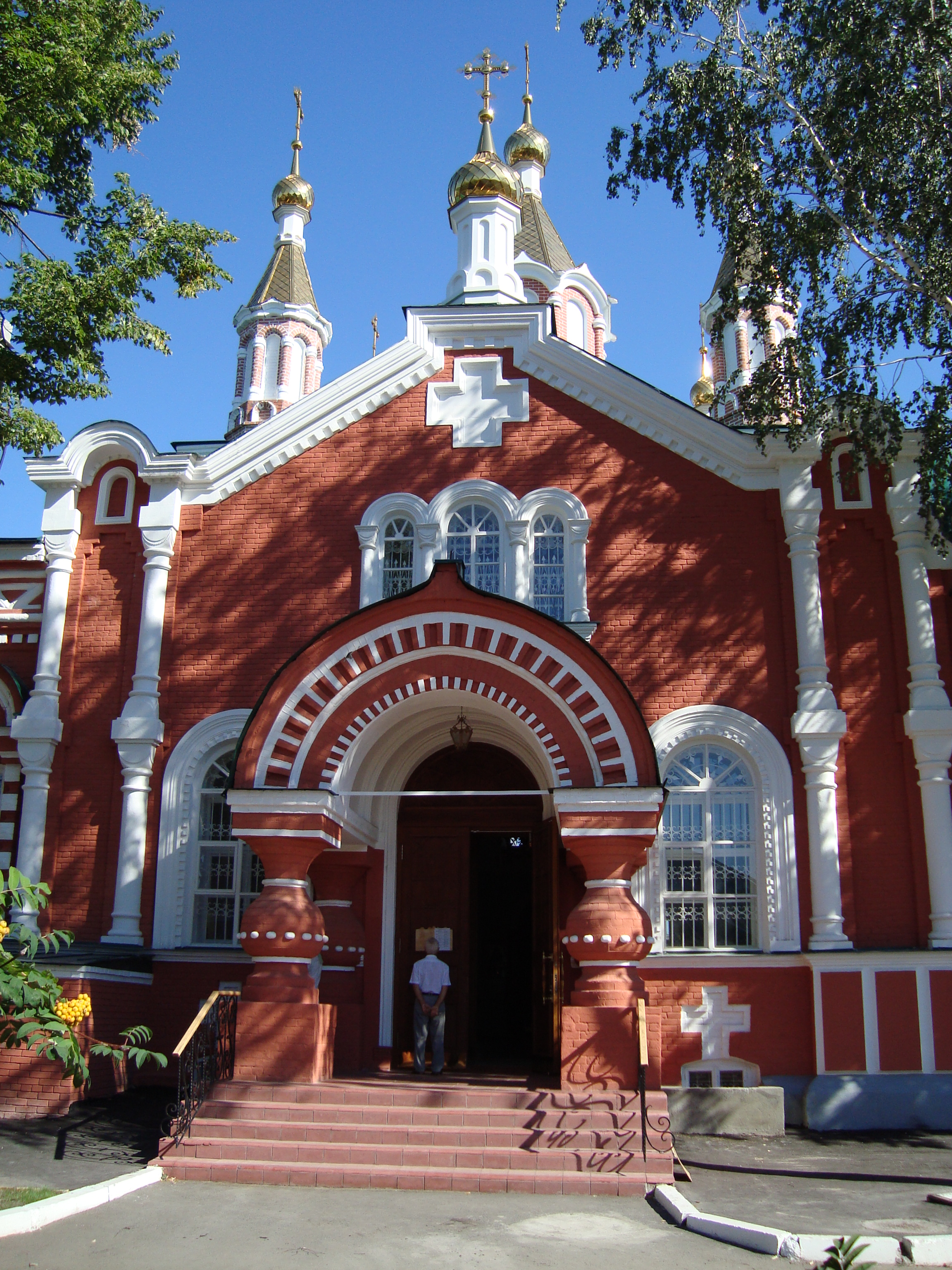
Entrée de l'église de la Résurrection-Saint-Germain d'Oulianovsk (1er doyenné).

Au mois d'octobre 2022, l'éparchie est subdivisée en onze doyennés,:
- 1er doyenné urbain de Simbirsk (dans les limites de l'arrondissement de Lénine de la ville d'Oulianovsk)
- 2е doyenné urbain de Simbirsk (dans les limites des arrondissements de Sviajsk et de Jeleznodorjny de la ville d'Oulianovsk)
- 3е doyenné urbain de Simbirsk (dans les limites de l'arrondissement de la Volga de la ville d'Oulianovsk)
- doyenné de Vechkaïma
- doyenné de Karsoun
- doyenné de Kouzovatovo
- doyenné de Maïna
- doyenné de Novooulianovsk (Novooulianovsk et arrondissement d'Oulianovsk)
- doyenné de Novospasskoïe
- doyenné de Sourskoïe
- doyenné de Tsilna

En 2020, l'éparchie dispose de 119 églises.

## Monastères
- Monastère du Sauveur d'Oulianovsk (moniales)
- Monastère Saint-Michel-Archange de Komarovka (raïon d'Oulianovsk) (moniales)
- Monastère Notre-Dame-du-Signe de Liakhovka (raïon de Maïna) (moniales)